# Auerbakhita
L'auerbakhita és un mineral de la classe dels sulfurs. Rep el nom en honor d'Alexander Andreevitch Auerbakh (12 de febrer de 1844, Kašin - 9 de juny de 1916, Staraja Russa), enginyer de mines, fabricant i mineralogista rus, que va ser el primer a Rússia a utilitzar tècniques microscòpiques per estudiar els minerals.

## Característiques
L'auerbakhita és un sulfur de fórmula química MnTl₂As₂S₅. Va ser aprovada com a espècie vàlida per l'Associació Mineralògica Internacional l'any 2020, sent publicada per primera vegada el 2021. Cristal·litza en el sistema ortoròmbic. Químicament es troba relacionada amb la gladkovskyita.
L'exemplar que va servir per a determinar l'espècie, el que es coneix com a material tipus, es troba conservat a les col·leccions del Museu Mineralògic Fersmann, de l'Acadèmia de Ciències de Rússia, a Moscou (Rússia), amb el número de registre: 5579/1.

## Formació i jaciments
Va ser descoberta al dipòsit de Vorontsovskoe, situat al raion de Serov (óblast de Sverdlovsk, Rússia), on es troba en forma de cristalls prismàtics curts molt petits i grans irregulars que no superen els 15x5 µm. Aquest indret és l'únic a tot el planeta on ha estat descrita aquesta espècie mineral.